# Rus-M
Rus-M (russisch Русь-М) war ein Projekt für eine neue russische Trägerrakete. Die Rus-M wurde von ZSKB-Progress entwickelt und sollte die Sojus als Träger für bemannte Raumschiffe ablösen. Die Rakete wurde letztlich nicht gebaut.

## Entwicklungsgeschichte
Eine neue, leistungsstärkere Rakete für die bemannte russische Raumfahrt war nötig geworden, da auch das neue, größere Raumschiff PPTS in Dienst gestellt werden sollte. Im Frühjahr 2009 gewann ZSKB-Progress den Vertrag für die Entwicklung von Rus-M und sollte bis August 2010 das vorläufige Design einreichen. Die Rus-M als direkter Sojus-Nachfolger stand in Konkurrenz mit dem geplanten Proton-Nachfolger Angara. Das war aus politischer Sicht durchaus gewollt, da sich die bemannte russische Raumfahrt sonst nur auf eine Rakete und damit auch nur einen Hersteller festgelegt hätte.
Im Oktober 2011 gab Wladimir Popowkin, der Chef der russischen Weltraumagentur, bekannt, dass die Entwicklung der Rus-M eingestellt wird. Stattdessen konzentrierte man sich zunächst auf die Fertigstellung der Angara, bevor Mitte der 2010er Jahre ein neues Projekt für einen Sojus-Nachfolger mit der Bezeichnung Sojus-5 aufgelegt wurde.

## Technik

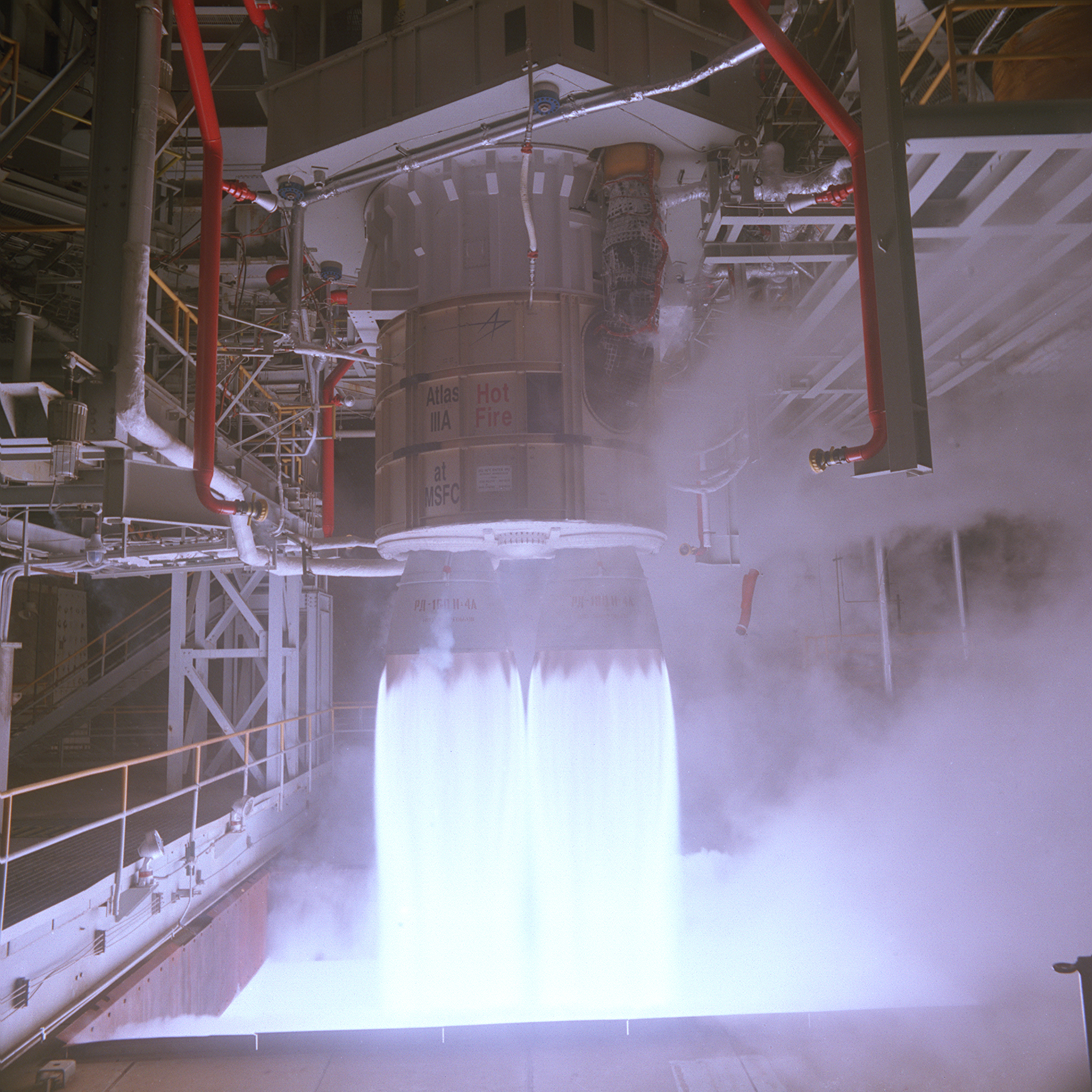
Test eines RD-180

Die Rus-M sollte in ihrer Basisversion eine Nutzlast von 23,8 t in einen 200 km-LEO und 18,8 t bei einer bemannten Mission in einen 135 auf 440 km-Orbit bringen. Diese Nutzlasten waren deutlich höher angesiedelt als die der bisher verwendeten Sojus-Rakete. Die Rakete setzte sich in der Basisversion aus drei Boostern und einer Oberstufe zusammen. Die drei Booster, von denen einer die Zentralstufe bildete, waren gleich aufgebaut. Auf dem mittleren Booster war die Oberstufe angebracht. Zum Antrieb der Rakete wurde auf bewährte Technologie gesetzt. Jeder Booster sollte in einem RD-180-Triebwerk RP-1 und flüssigen Sauerstoff verbrennen. Dabei sollte von den drei Triebwerken zusammen 1016 t Schub generiert werden. Die zweite Stufe setzte auf die hochenergetische Treibstoffkombination aus flüssigem Sauerstoff und flüssigem Wasserstoff (LOX/LH2). Diese sollte in vier RD-0146-Triebwerken verbrannt werden und 40 t Schub erzeugen.

## Versionen
| Version | Booster | Oberstufe    | Maximale Nutzlast | Maximale Nutzlast | Maximale Nutzlast |
| Version | Booster | Oberstufe    | LEO 200 km        | LEO bemannt       | GTO               |
| ------- | ------- | ------------ | ----------------- | ----------------- | ----------------- |
| Rus-M 1 | 3       | vier RD-0146 | 23,8 t            | 18,8 t            | 7 t               |
| Rus-M 2 | 5       | vier RD-0146 | 35 t              | ?                 | ?                 |
| Rus-M 3 | 5       | vier RD-0146 | 50 t              | ?                 | ?                 |
| Rus-M 4 | ?       | ?            | 130–150 t         | ?                 | ?                 |

Auf der Website der Russischen Raumfahrt wurden noch weitere Raketenversionen in Aussicht gestellt. Genauere Daten wurden jedoch nicht geliefert. Die zweite Variante der Rus-M besaß insgesamt fünf Triebwerke in der ersten Stufe und sollte 35 t in einen 200 km LEO transportieren. Die dritte Version setzte in der ersten Stufe ebenfalls fünf Booster ein, die jedoch verlängert wurden. Diese Version sollte 50 t in einen 200 km LEO transportieren. Als die Rakete im Oktober 2009 offiziell vorgestellt wurde, wurde ebenfalls eine superschwere Version der Rakete angekündigt. Diese sollte 130 – 150 t in einen 200 km LEO transportieren. Diese Version sollte ebenfalls mit den gleichen Komponenten realisiert werden können. Allerdings wurden auch Möglichkeiten diskutiert, in allen Stufen LH2 und LOX oder gar 3-Komponententreibstoffen (Triergol) einzusetzen. Genaue Informationen zu dieser Version wurden allerdings nicht genannt.